# Callictita
Callictita är ett släkte av fjärilar. Callictita ingår i familjen juvelvingar.
Kladogram enligt Catalogue of Life:
| Callictita | \| \| Callictita albiplaga \| \| \| \| \| \| Callictita arfakiana \| \| \| \| \| \| Callictita cyara \| \| \| \| |
|            | \| \| Callictita albiplaga \| \| \| \| \| \| Callictita arfakiana \| \| \| \| \| \| Callictita cyara \| \| \| \| |
|            | Callictita albiplaga                                                                                             |
|            | |
|            | Callictita arfakiana                                                                                             |
|            | |
|            | Callictita cyara                                                                                                 |
|            | |

## Bildgalleri

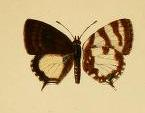